# Coccomyces foliicola
Coccomyces foliicola är en svampart som först beskrevs av Dennis & Spooner, och fick sitt nu gällande namn av Sherwood 1980. Coccomyces foliicola ingår i släktet Coccomyces och familjen Rhytismataceae.   Inga underarter finns listade i Catalogue of Life.